# Yves Pomeau
Pour les articles homonymes, voir Pomeau.
Yves Pomeau, né en 1942, est un physicien et mathématicien français, directeur de recherche émérite au Centre national de la recherche scientifique (CNRS) et membre correspondant de l'Académie des sciences.

## Biographie

### Formation
- École normale supérieure, 1961-1965.
- Licence (1962).
- DEA de physique des plasmas, 1964.
- Agrégation de sciences physiques, 1965.
- Thèse d’état en physique des plasmas, Université d’Orsay, 1970.

### Carrière
Il est chercheur au CNRS de 1965 à 2006, notamment au Service de Physique Théorique du CEA, et terminant sa carrière au département de physique de l’ENS (laboratoire de physique statistique) en 2006.
Il a été deux ans maître de conférences en physique a l’École Polytechnique (1982-1984), puis expert scientifique auprès de la Direction générale de l'Armement jusqu’en janvier 2007. Il a également travaillé dans des universités aux États-Unis. Il a été chercheur invité aux Schlumberger-Doll Laboratories, dans le Connecticut aux USA, de 1983 à 1984, puis professeur invité au MIT, en mathématiques appliquées, en 1986, et en physique à l’Université de San Diego, en 1993. Il a aussi travaillé en tant que professeur au département de mathématiques de l'Université de l'Arizona, de 1990 à 2008, et au Laboratoire national de Los Alamos en 2007-2008.
Il a publié près de 400 articles scientifiques.

### Travaux de recherche
Dans sa thèse,, il a montré que dans un fluide dense les interactions étaient différentes de ce qu’elles sont à l’équilibre et se propagent par les modes hydrodynamiques, ce qui entraîne la divergence des coefficients de transport à deux dimensions d’espace.
Ceci a éveillé son intérêt pour la mécanique des fluides, et pour la transition vers la turbulence. Avec Paul Manneville, il a découvert un nouveau mode de transition vers la turbulence, la transition par intermittence temporelle, qui a été confirmé par de nombreuses observations expérimentales.
Généralisant des idées de sa thèse, avec Uriel Frisch et Brosl Hasslacher (en), il a trouvé un modèle microscopique très simplifié de fluide qui permet de simuler très efficacement les mouvements complexes d’un fluide réel.
Réfléchissant à la situation de la transition vers la turbulence dans les écoulements parallèles, il a montré que celle-ci se fait par un mécanisme de contagion, et non d’instabilité locale. La conséquence est que cette transition appartient à la classe des phénomènes de percolation dirigée en physique statistique, ce qui a été aussi amplement confirmé par des études expérimentales et numériques.
De ses travaux plus récents, il faut distinguer ceux concernant un phénomène typiquement hors d’équilibre, celui de l’émission de photons par un atome maintenu dans un état excité par un champ intense qui crée des oscillations de Rabi. La théorie de ce phénomène nécessite une prise en compte précise des concepts statistiques de la mécanique quantique. Avec Martine Le Berre et Jean Ginibre, il a montré que la bonne théorie était celle d’une équation de Kolmogorov fondée sur l’existence d’un petit paramètre, le rapport du taux d’émission des photons à la fréquence atomique elle-même.
Avec son étudiant Basile Audoly et Martine Ben Amar, il a développé une théorie des grandes déformations des plaques élastiques qui l'a conduit à introduire le concept de “d-cône”, soit celui de cône géométrique préservant la développabilité globale de la surface, une idée reprise maintenant par la communauté de mécanique du solide.
La théorie de la supraconductivité fait appel à l’idée de formation de paires d’électrons qui deviennent plus ou moins des bosons subissant une condensation de Bose-Einstein. Cette formation de paires expliquerait la division par deux du quantum de flux dans une boucle supraconductrice. Avec Len Pismen et Sergio Rica, il a montré qu’en revenant à l’idée de Lars Onsager expliquant la quantification de la circulation dans les états quantiques fondamentaux, il n’est pas nécessaire de faire appel à la notion de paires d’électrons pour comprendre cette division par deux du quantum de circulation.
Hormis les situations simples, la capillarité reste un domaine où des questions fondamentales restent posées. Il a montré que les divergences apparaissant dans l'hydrodynamique de la ligne de contact mobile sur une surface solide pouvaient s'éliminer en tenant compte de l'évaporation et de la condensation près de cette ligne. Les forces capillaires sont presque toujours insignifiantes dans la mécanique des solides. Néanmoins, avec Serge Mora et d'autres chercheurs, il a montré théoriquement et expérimentalement que des filaments de gel mous sont soumis à l'instabilité de Rayleigh-Plateau, instabilité jamais observée jusque là pour un solide.

## Distinctions

### Décorations
Le 14 avril 1990, Yves Pomeau est nommé au grade de chevalier dans l'ordre national de la Légion d'honneur au titre de « directeur de recherche au C.N.R.S.; 24 ans de services civils et militaires ».

### Prix
- Prix Paul-Langevin de la SFP en 1981.
- Prix Jean-Ricard de la SFP en 1985.
- Prix Perronnet-Bettancourt (1993) décerné par le gouvernement espagnol pour une recherche en collaboration entre la France et l’Espagne.
- Élu membre correspondant de l’Académie des Sciences en 1987 (Sciences mécaniques et informatiques)[13].
- Médaille Boltzmann (2016).